# Donjimeno
Donjimeno – gmina w Hiszpanii, w prowincji Ávila, w Kastylii i León, o powierzchni 14,75 km². W 2011 roku gmina liczyła 94 mieszkańców.